# 586e Volksgrenadierdivisie
De 586e Volksgrenadierdivisie / Infanteriedivisie Katzbach (Duits: 586. Volksgrenadier-Division) was een Duitse infanteriedivisie tijdens de Tweede Wereldoorlog. De divisie werd opgericht en alweer opgeheven voor de oprichting compleet en afgesloten was.

## Geschiedenis
De 586e Volksgrenadierdivisie werd opgericht in begin september 1944 in West-Pruisen door Wehrkreis XXI als onderdeel van de 32. Welle. Op 28 september 1944 werd de divisie omgedoopt in Infanteriedivisie Katzbach (Katzbach was een belangrijke plaats uit de Duitse bevrijdingsoorlog). Dit was daarmee een zogenaamde Schattendivisie (schaduwdivisie) geworden. Echter, alvorens de oprichting afgesloten was, werd de divisie al op 27 oktober 1944 omgedoopt in de 79e Volksgrenadierdivisie. 

## Commandanten
| Rang | Naam | Begin                | Eind            |
| ---- | ---- | -------------------- | --------------- |
|      | ??   | begin september 1944 | 27 oktober 1944 |

## Samenstelling
- Grenadier-Regiment Katzbach 1
- Grenadier-Regiment Katzbach 2
- Grenadier-Regiment Katzbach 3
- Artillerie-Regiment Katzbach
- Divisie-eenheden ? (naam/nummer onbekend)